# زردآباد (خرم‌آباد)
زردآباد روستایی از توابع بخش زاغه شهرستان خرم‌آباد در استان لرستان ایران است.

## جمعیت
این روستا در دهستان زاغه قرار دارد و براساس سرشماری مرکز آمار ایران در سال ۱۳۸۵، جمعیت آن ۳۳۵ نفر (۷۱ خانوار) بوده‌است.
ساکنان این روستا بیشتر از ایل سکوند و نیز سادات طاهری هستند.